# Gmina Växjö
Gmina Växjö (szw. Växjö kommun) – gmina w Szwecji, położona w regionie administracyjnym (län) Kronoberg. Siedzibą władz gminy (centralort) jest Växjö.

## Geografia

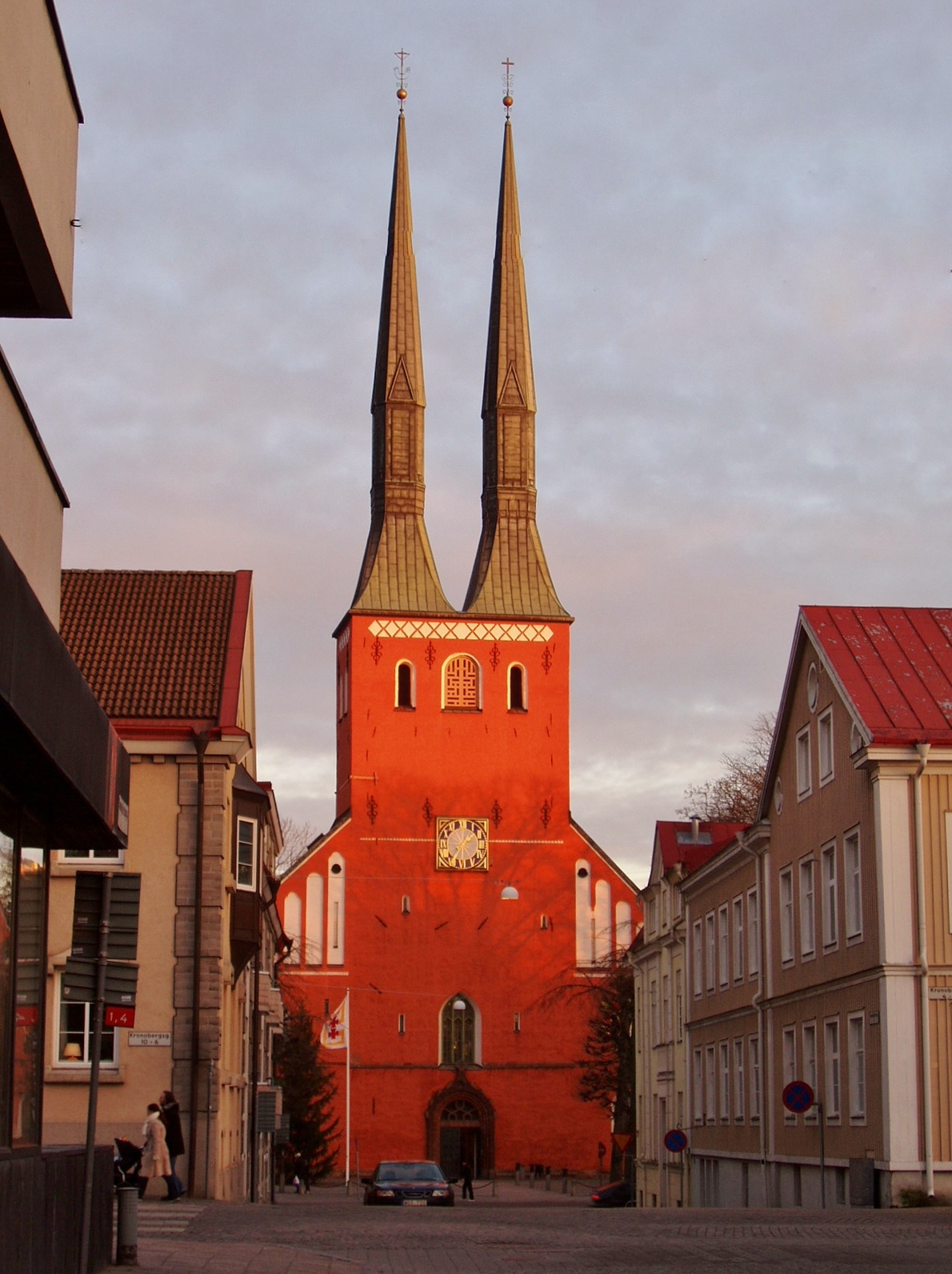
Katedra w Växjö

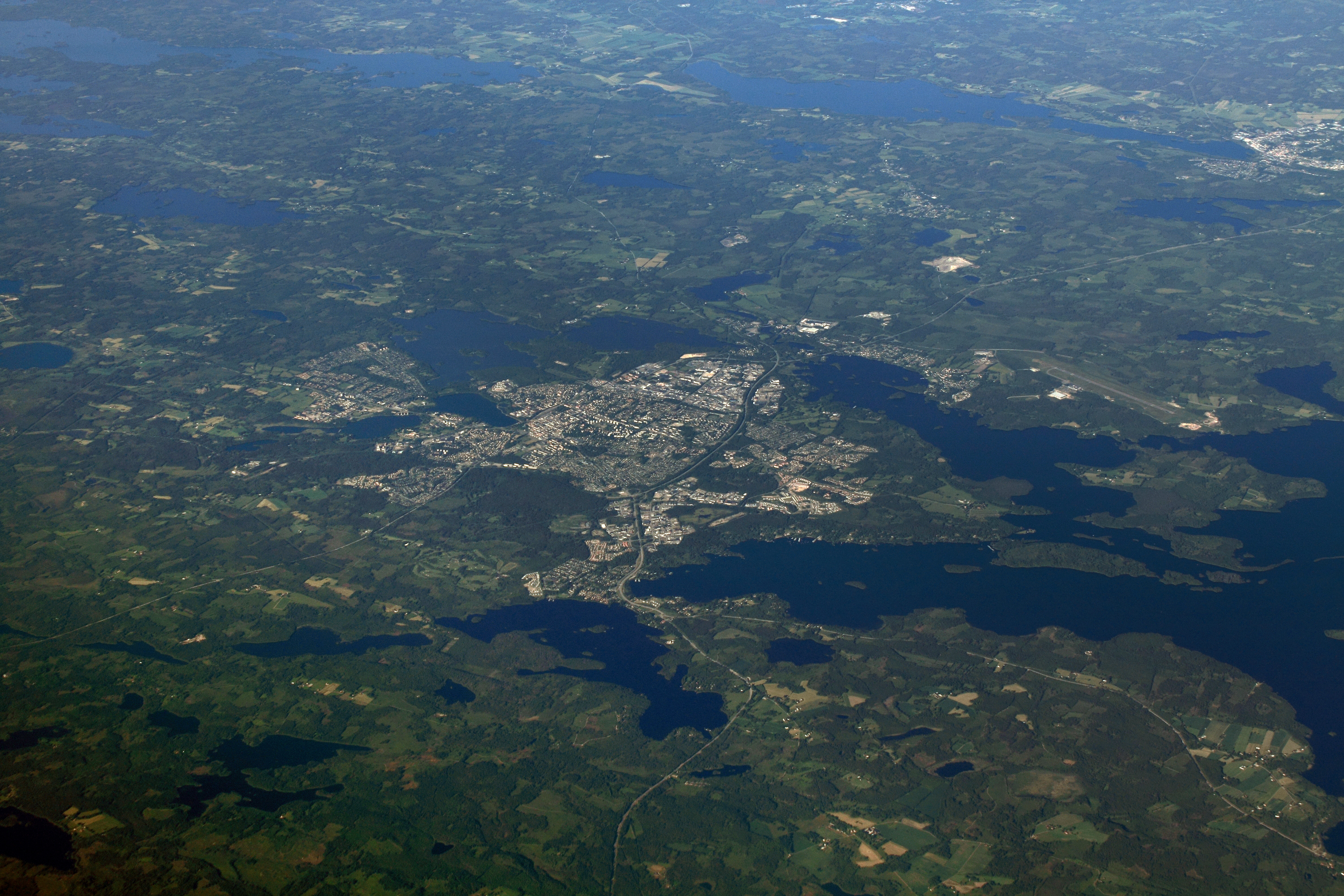
Zdjęcie lotnicze Växjö

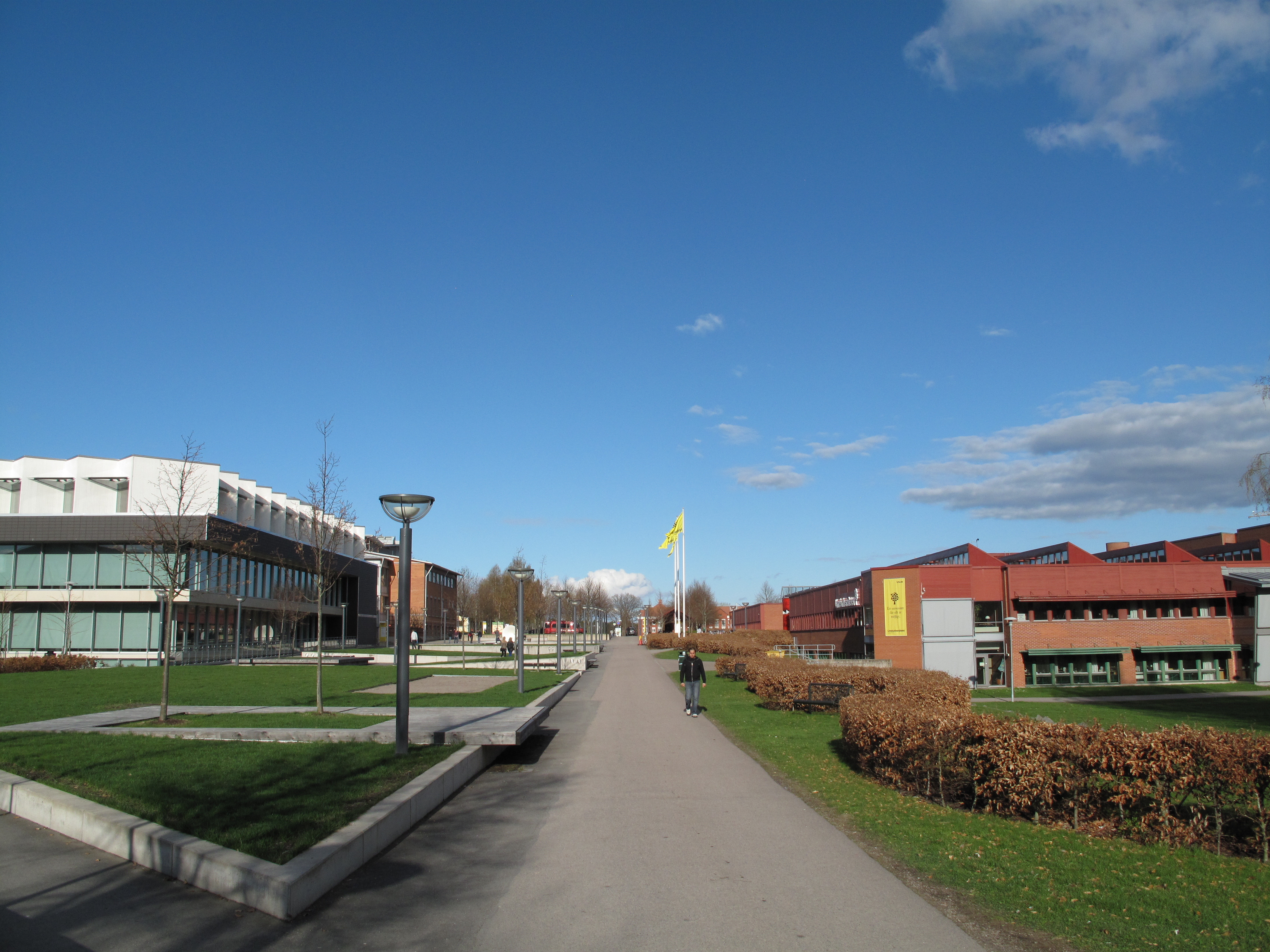
Kampus Uniwersytetu Linneusza

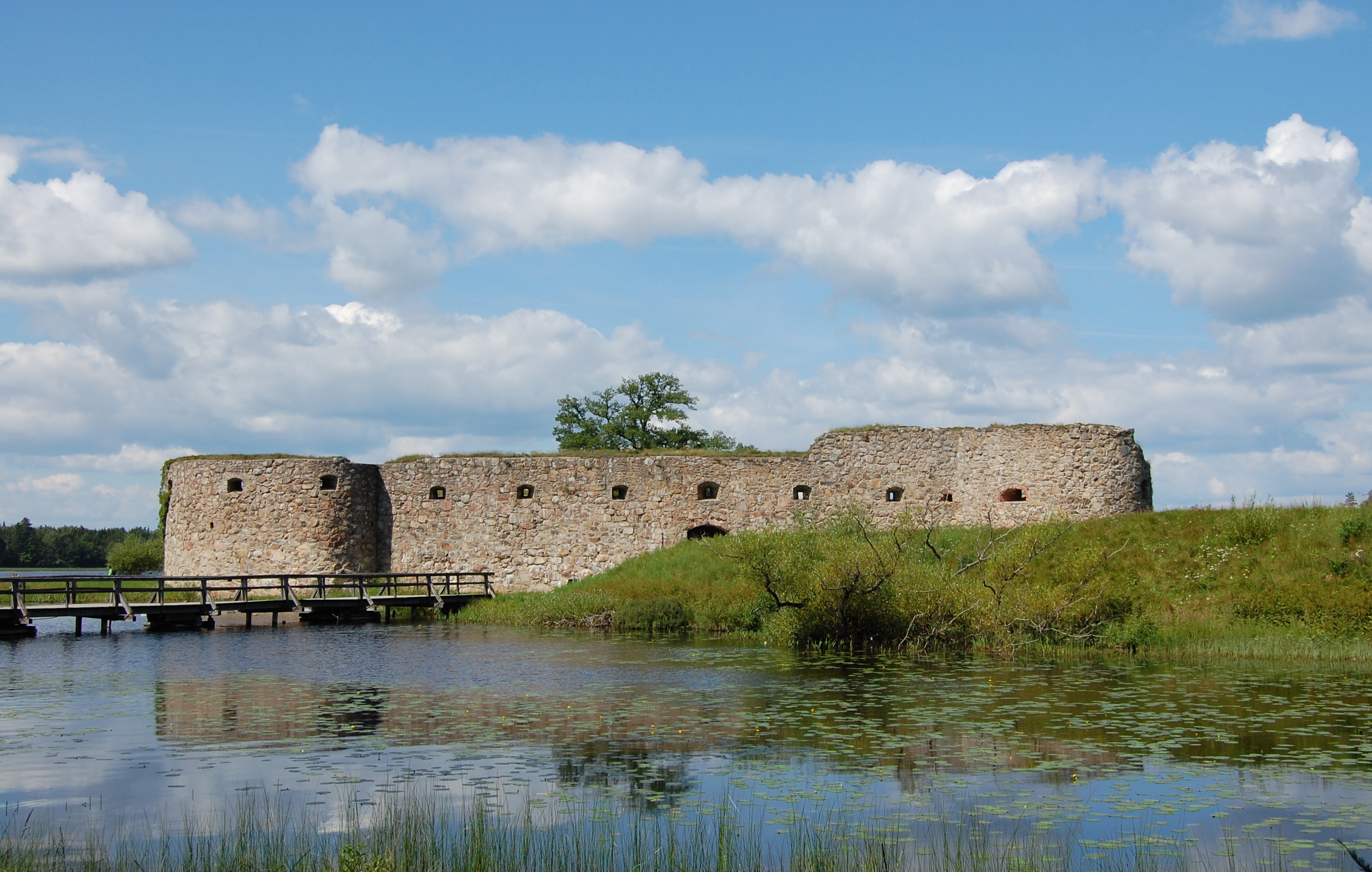
Ruiny zamku Kronoberg

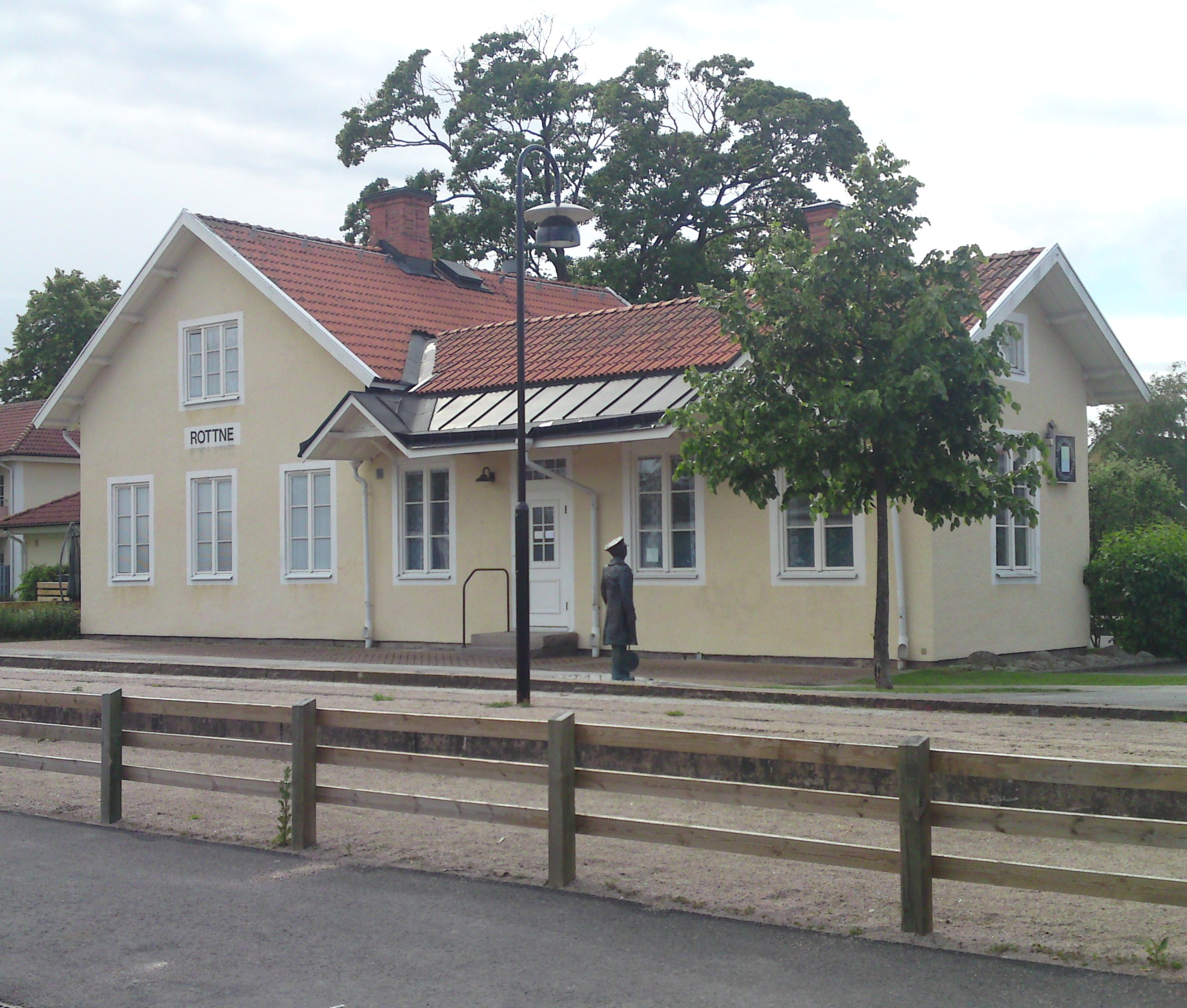
Stacja kolejowa w Rottne

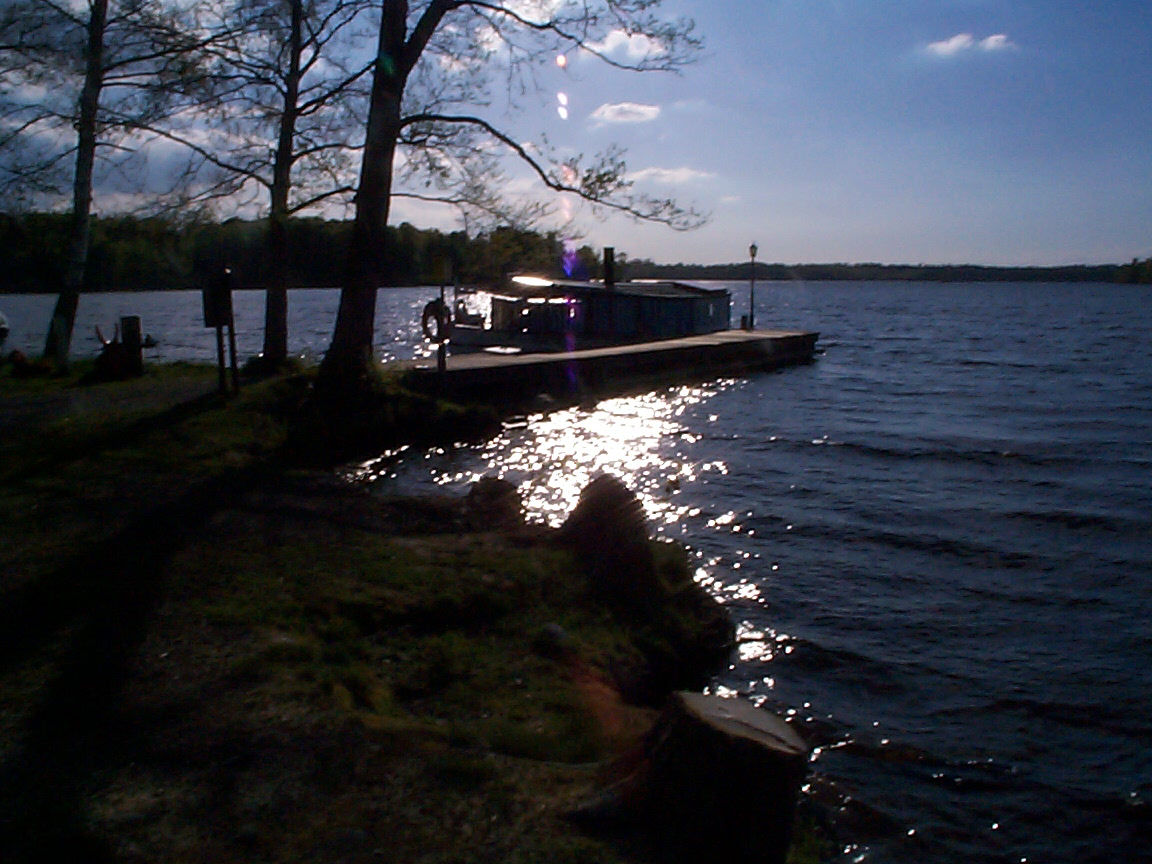
Jezioro Helgasjön

Gmina Växjö jest położona w południowej części prowincji historycznej (landskap) Smalandia i graniczy z gminami (w kolejności od kierunku północnego):
- Sävsjö
- Vetlanda
- Uppvidinge
- Lessebo
- Tingsryd
- Alvesta

### Powierzchnia
Gmina Växjö jest 53. pod względem powierzchni z 290 gmin Szwecji. Według danych pochodzących z 2013 całkowita powierzchnia gminy wynosi łącznie 1914,25 km², z czego:
- 1665,51 km² stanowi ląd
- 248,74 km² wody śródlądowe[1].

## Demografia
31 grudnia 2014 gmina Växjö liczyła 86 970 mieszkańców (23. pod względem zaludnienia z 290 gmin Szwecji), gęstość zaludnienia wynosiła 52,22 mieszkańców na km² lądu (92. pod względem gęstości zaludnienia z 290 gmin Szwecji).
Struktura demograficzna (31 grudnia 2014):
| Opis                              | Ogółem      | Ogółem      | Kobiety     | Kobiety     | Mężczyźni   | Mężczyźni   |
| --------------------------------- | ----------- | ----------- | ----------- | ----------- | ----------- | ----------- |
| jednostka                         | osób        | %           | osób        | %           | osób        | %           |
| populacja                         | 86 970      | 100         | 43 254      | 49,73       | 43 716      | 50,27       |
| powierzchnia                      | 1914,25 km² | 1914,25 km² | 1914,25 km² | 1914,25 km² | 1914,25 km² | 1914,25 km² |
| gęstość zaludnienia (mieszk./km²) | 52,22       | 52,22       |             |             |             |             |

## Miejscowości
Miejscowości (tätort, -er) gminy Växjö (2010):
| Lp. | Miejscowość | Liczba ludności |
| --- | ----------- | --------------- |
| 1   | Växjö       | 60 887          |
| 2   | Rottne      | 2354            |
| 3   | Ingelstad   | 1674            |
| 4   | Braås       | 1547            |
| 5   | Lammhult    | 1459            |
| 6   | Gemla       | 1342            |
| 7   | Åryd        | 684             |
| 8   | Åby         | 456             |
| 9   | Furuby      | 372             |
| 10  | Nöbbele     | 257             |
| 11  | Tävelsås    | 225             |
| 12  | Björnö      | 215             |

## Wybory
Wyniki wyborów do rady gminy Växjö (kommunfullmäktige) 2014:
|  | Partia                        | Liczba głosów | Zmiana liczby głosów | Procent głosów | Zmiana % | Uzyskane mandaty | Zmiana liczby mandatów |
|  | ----------------------------- | ------------- | -------------------- | -------------- | -------- | ---------------- | ---------------------- |
|  | Moderaterna                   | 16 095        | –947                 | 28,58          | –3,80    | 19               | –1                     |
|  | Centerpartiet                 | 4615          | +559                 | 8,19           | +0,49    | 6                | +1                     |
|  | Folkpartiet                   | 2053          | –1142                | 3,65           | –2,42    | 2                | –2                     |
|  | Kristdemokraterna             | 2008          | –356                 | 3,57           | –0,93    | 2                | ±0                     |
|  | Socialdemokraterna            | 18 193        | +2559                | 32,30          | +2,60    | 20               | +1                     |
|  | Vänsterpartiet                | 4104          | +104                 | 7,29           | –0,31    | 4                | ±0                     |
|  | Miljöpartiet                  | 3959          | +155                 | 7,03           | –0,20    | 4                | –1                     |
|  | Sverigedemokraterna           | 4252          | +2073                | 7,55           | +3,41    | 4                | +2                     |
|  | Feministiskt initiativ        | 655           | +655                 | 1,16           |          | 0                | –                      |
|  | Pozostałe partie              | 383           | +19                  | 0,68           | –0,01    | 0                | –                      |
|  | Razem (frekwencja 85,36%)     | 56 317        |                      | 100,0          |          | 61               | ±0                     |
|  | Źródło: Valmyndigheten (szw.) |               |                      |                |          |                  |                        |

## Współpraca zagraniczna
Miasta partnerskie gminy Växjö (2015):
- Åbenrå, Dania
- Lohja, Finlandia
- Ringerike, Norwegia
- Skagaströnd, Islandia
- Kowno, Litwa
- Almere, Holandia
- Pobiedziska, Polska
- Lancaster, Anglia
- Schwerin, Niemcy
- Duluth, Stany Zjednoczone